# Łukoszko
Łukoszko (ukr. Лукошко) – przystanek kolejowy w pobliżu miejscowości Derewyny, w rejonie czernihowskim, w obwodzie czernihowskim, na Ukrainie. Położony jest na linii Bachmacz - Homel.